# رنا صغير بكتيري

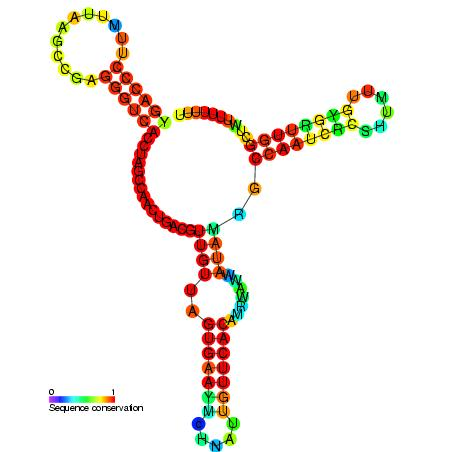
بنية رنا Qrr الصغير، وظيفته تنظيم استشعار النصاب لدى أجناس بكتيريا الضمة.

الرنا الصغير البكتيري (بالإنجليزية: Bacterial small RNA)‏ هو رنا غير مشفر صغير طوله حوالي 50-100 نوكليوتيد تُنتجه البكتيريا وهو ذو بنية منتظمة للغاية ويحتوي على العديد من الحلقات الجذعية. تم تحديد الكثير من جزيئات الرنا الصغيرة باستخدام تقنيات تحليل حاسوبية وتقنيات مخبرية مثل: لطخة نورثرن، المصفوفات الدقيقة، سَلسَلة الرنا  في العديد من أجناس البكتيريا بما في ذلك الإشريكية القولونية، النموذج الممرض من السلمونيلا، بكتيريا سينوريزوبيوم ميليلوتي من عائلة متقلبات ألفا المثبتة للنيتروجين، البكتيريا الزرقاء البحرية، الفرنسيسيلة التولارية (العامل المسبب لداء توليري)،العقدية المقيحة، المكورة العنقودية الذهبية الممرضة، وممرضة النبات المستصفرة الرزية.
يؤثر الرنا البكتيري الصغير على كيفية التعبير عن الجينات داخل الخلايا البكتيرية عبر التآثر مع الرنا الرسول أو البروتين، وبذلك يؤثر على مجموعة متنوعة من الوظائف البكتيرية كالأيض، حدة الجرثوم، الاستجابة للإجهاد البيئي والبنية.